# House-Brackmannschaal
De House–Brackmannschaal, afgekort als HB, is een schaal om de mate van zenuwschade bij een aangezichtsverlamming te bepalen. Er wordt gekeken naar opwaartse beweging van de wenkbrauw en naar de zijwaartse (laterale) beweging van de mondhoek ten opzichte van de ruststand. Elk referentiepunt geeft 1 punt voor elke 0,25 cm beweging, tot een maximum van 1 cm. De punten worden bij elkaar opgeteld en in een schaal geplaatst met een getal van 1-8. De score voorspelt het herstel van een Bellse parese.
De schaal is vernoemd naar John W. House en Derald E. Brackmann, keel-, neus- en oorartsen uit Los Angeles die het systeem voor het eerst beschreven in 1985.
| Graad | Beschrijving  | Meting  | Functie % | Geschatte functie % |
| ----- | ------------- | ------- | --------- | ------------------- |
| I     | Normaal       | 8/8     | 100       | 100                 |
| II    | Licht         | 7/8     | 76–99     | 80                  |
| III   | Matig         | 5/8–6/8 | 51–75     | 60                  |
| IV    | Licht ernstig | 3/8–4/8 | 26–50     | 40                  |
| V     | Ernstig       | 1/8–2/8 | 1–25      | 20                  |
| VI    | Totaal        | 0/8     | 0         | 0                   |